# Elitserien i baseboll 2003
Elitserien i baseboll 2003 var den för 2003 års säsong högsta serien i baseboll i Sverige. Totalt deltog 8 lag i serien och alla spelade mot varandra tre gånger, vilket gav totalt 21 omgångar. Utöver detta spelade varje lag ytterligare en omgång mot tre av lagen i serien, vilket gjorde att alla lag i Elitserien 2003 spelade totalt 24 matcher. De fyra främsta avancerade vidare till slutspel, de två lägst placerade gick till nedflyttningsplayoff.

## Sluttabell
Leksand och Oskarshamn hamnade på samma vinstprocent, men Leksand var bättre i inbördes möten med 2-1 i matcher.
| Nr | Lag                  | Matcher | Vunna | Förlorade | Vinstprocent |
| -- | -------------------- | ------- | ----- | --------- | ------------ |
| 1  | Leksand Lumberjacks  | 24      | 18    | 6         | 0.750        |
| 2  | Oskarshamn Lost Boys | 24      | 18    | 6         | 0.750        |
| 3  | Sundbyberg Heat      | 24      | 16    | 8         | 0.667        |
| 4  | Rättvik Butchers     | 24      | 14    | 10        | 0.583        |
| 5  | Karlskoga            | 24      | 10    | 14        | 0.417        |
| 6  | Tranås               | 24      | 9     | 15        | 0.375        |
| 7  | Skövde Saints        | 24      | 6     | 18        | 0.250        |
| 8  | Alby Stars           | 24      | 5     | 19        | 0.208        |

## Slutspel
I slutspelet deltog lagen som hamnade på plats ett till fyra i den andra omgången. Laget på första plats mötte laget på fjärde plats och laget på andra mötte det tredje, i en semifinalserie. Semifinalerna och finalerna spelades i bäst av fem matcher.

### Semifinaler
Sundbyberg – Oskarshamn 3–0
| Hemmalag             | Bortalag             | Resultat |
| -------------------- | -------------------- | -------- |
| Sundbyberg Heat      | Oskarshamn Lost Boys | 5–1      |
| Sundbyberg Heat      | Oskarshamn Lost Boys | 13–0     |
| Oskarshamn Lost Boys | Sundbyberg Heat      | 2–6      |

Rättvik – Leksand 2–3
| Hemmalag            | Bortalag            | Resultat |
| ------------------- | ------------------- | -------- |
| Rättvik Butchers    | Leksand Lumberjacks | 8–1      |
| Rättvik Butchers    | Leksand Lumberjacks | 4–0      |
| Leksand Lumberjacks | Rättvik Butchers    | 9–8      |
| Leksand Lumberjacks | Rättvik Butchers    | 6–5      |
| Leksand Lumberjacks | Rättvik Butchers    | 10–4     |

### Final
Leksand – Sundbyberg 2–3
| Hemmalag            | Bortalag            | Resultat |
| ------------------- | ------------------- | -------- |
| Sundbyberg Heat     | Leksand Lumberjacks | 15–3     |
| Sundbyberg Heat     | Leksand Lumberjacks | 10–3     |
| Leksand Lumberjacks | Sundbyberg Heat     | 3–2      |
| Leksand Lumberjacks | Sundbyberg Heat     | 7–1      |
| Leksand Lumberjacks | Sundbyberg Heat     | 4–8      |

## Nedflyttningsplayoff
Ett playoff-spel spelades för att avgöra upp- och nedflyttning inför kommande säsong. Först spelades en omgång i bäst av fem matcher mellan Skövde och Alby, som kom näst sist och sist i Elitserien. Förloraren fick möta ett lag från divisionen under i bäst av fem matcher där vinnarlaget kvalificerade sig för Elitserien nästa säsong. Skövde vann med 3-0 i matcher mot Alby, som ställdes mot Stockholm i den andra omgången. Där vann Alby med 3-0 i matcher. Inget lag flyttades således upp eller ner inför nästa säsong.

### Webbkällor
- Svenska Baseboll- och Softbollförbundet, Elitserien 1963-